# Russel Munson
Russel Munson (...) è un fotografo statunitense, specializzato nella fotografia d'aviazione.
Ha insegnato fotografia alla Phillips Academy di Andover. È noto, tra l'altro, per aver realizzato le illustrazioni per il romanzo di Richard Bach Il gabbiano Jonathan Livingston. Recentemente ha pubblicato un DVD intitolato Flying Route 66, con riprese aeree della celebre strada statunitense.
| Controllo di autorità | VIAF (EN) 29538385 · ISNI (EN) 0000 0001 1023 3658 · LCCN (EN) n88259351 · GND (DE) 1089436513 · BNF (FR) cb11917235z (data) · J9U (EN, HE) 987007278989405171 |